# ワニざんす
ワニざんすは、2002年にニューギンが開発、発売したワニをモチーフとした羽根モノ（第2種）パチンコ機。

## 概要
- 役モノの世界観としては同社の『ワニ道楽』シリーズの後継機。当機のネーミングは『ワニ道楽』と同社の『さめざんす』をあわせたもの。さらに役モノ内の女の子は『ミルキーバー』の女の子「すもも」にソックリである。これらよりニューギン機種の集大成的な部分を持っている。
- ラウンド振り分けタイプであるが自力継続も可能である事、Vゾーンへの入賞パターンが比較的多彩であることなどが羽根モノファンに支持された。
- 『ワニ道楽』では1匹だったワニが、当機では3匹に増え、口を広げて並んでいる。後にこの模様をザリガニに模した『ザリざんす』が後継機としてリリースされた。

## スペック
- 『ワニざんす』（2002年）
  - 賞球数 5&10 大当たり 1R、7R、または15R10C（振り分け確率は各1/3）